# Landkreis Esch
Der deutsch verwaltete Luxemburger Landkreis Esch bestand in der Zeit zwischen 1940 und 1944, als Luxemburg deutsch besetzt war.
Der Landkreis Esch mit Verwaltungssitz in Esch/Alzig (= Esch-sur-Alzette) umfasste am 1. September 1944:
- 3 Städte,
- 40 Gemeinden.

## Verwaltungsgeschichte

### Die Besetzung
Der Distrikt Luxemburg mit dem Sitz der Verwaltung in der Stadt Luxemburg gehörte zu Beginn des Zweiten Weltkrieges zum Großherzogtum Luxemburg.
Gleich zu Beginn des deutschen Westfeldzuges wurde der Distrikt Luxemburg am 10. Mai 1940 von Truppen der Wehrmacht aus Richtung Trier besetzt und deutscher Militärverwaltung unterstellt.

### Deutsche Zivilverwaltung
Seit dem 2. August 1940 gehörte der Distrikt Luxemburg zum Bezirk des Chefs der Zivilverwaltung im CdZ-Gebiet Luxemburg. Zu seiner Verwaltung wurde ein deutscher Verwaltungskommissar in der Stadt Luxemburg eingesetzt.
Die Verordnung über den Verwaltungsaufbau in Luxemburg vom 14. November 1940 bildete ab 1. Dezember 1940 den bisherigen Distrikt Luxemburg in den neuen Landkreis Esch nach deutschem Vorbild um. Sitz der Kreisverwaltung, die nunmehr ein Landrat leitete, wurde die Stadt Esch/Alzig (= Esch-sur-Alzette).

### Das Ende
Im September 1944 wurde das Kreisgebiet durch die US-amerikanischen Truppen besetzt und es wurden wieder luxemburgische Verwaltungsstrukturen eingerichtet.

## Kommunalverfassung
Seit dem 1. Dezember 1940 wurden die Gemeinden der Deutschen Gemeindeordnung vom 30. Januar 1935 unterstellt, welche die Durchsetzung des Führerprinzips auf Gemeindeebene vorsah.
Am 1. April 1942 wurde die preußische Amtsordnung vom 8. Oktober 1934 eingeführt. Damit fielen die bisherigen Kantone weg. Mehrere Gemeinden wurden jetzt wie in der preußischen Rheinprovinz im Deutschen Reich von einem Amtsbürgermeister gemeinschaftlich verwaltet.
Zum 1. April 1943 wurden aus dem Landkreis Esch in die Stadt und den Stadtkreis Luxemburg die folgenden Gemeinden eingegliedert:
- aus dem Amt Luxemburg-Land die Gemeinden Hesperingen (teilweise, nämlich die Gemeindeteile Fentingen und Hesperingen ganz, ferner die Gemeindeteile Alzingen und Itzig jeweils teilweise), Niederanwen (teilweise, nämlich 3 Flurstücke des Grünewalds) und Walferdingen (einschließlich der Gemeindeteile Bereldingen und Helmsingen),
- aus dem Amt Mamer die Gemeinde Straßen.

Das Kreisgebiet war zuletzt in die Städte Esch/Alzig, Differdingen und Düdelingen und 40 weitere Gemeinden gegliedert. Alle Gemeinden – außer den Städten – waren in den Ämtern Bettemburg, Esch-Land, Luxemburg-Land, Mersch, Petingen, Rümelingen und Steinfort zusammengefasst.

## Ortsnamen
Nach dem 2. August 1940 galten die bisherigen Ortsnamen zunächst weiter. Am 12. März 1941 wurden die Ortsnamen im Hinblick auf die geplante Eingliederung des Landkreises in das Deutsche Reich entweder in der bisherigen Schreibweise bestätigt, der modernen deutschen Rechtschreibung angepasst oder aber im Falle von Französierungen die ursprünglichen deutschen Namensversionen als offizielle Versionen wiederhergestellt, zum Beispiel:
- Bascharage: Niederkerschen,
- Berg b. Mersch: Kolmar-Berg,
- Bertrange: Bartringen,
- Bettembourg:Bettemburg,
- Boevange/Attert: Böwingen/Attert,
- Contern: Kontern,
- Esch-sur-Alzette: Esch/Alzig,
- Differdange: Differdingen,
- Dudelange: Düdelingen,
- Frisange: Frisingen,
- Hesperange: Hesperingen,
- Koerich: Körich,
- Küntzig (Clemency): Künzig,
- Larochette: Fels b. Luxemburg,
- Leudelange: Leudelingen,
- Lorentzweiler: Lorenzweiler,
- Mondercange: Monnerich,
- Niederanven: Niederanwen,
- Pétange: Petingen,
- Reckange-sur-Mess: Reckingen a. d. Meß,
- Roeser: Röser,
- Rumelange: Rümelingen,
- Sanem: Sassenheim
- Schifflange: Schifflingen,
- Schuttrange: Schüttringen,
- Septfontaines: Simmern b. Kap.,
- Tuntange: Tüntingen,
- Walferdange: Walferdingen,
- Weiler-la-Tour: Weiler-zum-Turm,